# Villa Mariano Matamoros
Villa Mariano Matamoros är en ort i Mexiko.   Den ligger i kommunen Ixtacuixtla de Mariano Matamoros och delstaten Tlaxcala, i den sydöstra delen av landet, 80 km öster om huvudstaden Mexico City. Villa Mariano Matamoros ligger 2 241 meter över havet och antalet invånare är 6 527.
Terrängen runt Villa Mariano Matamoros är kuperad norrut, men söderut är den platt. Runt Villa Mariano Matamoros är det tätbefolkat, med 591 invånare per kvadratkilometer. Närmaste större samhälle är San Martin Texmelucan de Labastida, 8,0 km sydväst om Villa Mariano Matamoros. Omgivningarna runt Villa Mariano Matamoros är en mosaik av jordbruksmark och naturlig växtlighet.